# Jaciment de Mas Sureda
Mas Sureda és un jaciment probablement paleolític a l'aire lliure en uns turons situats al sud del Mas Sureda.
El jaciment de Mas Sureda és al municipi de Cornellà del Terri a la comarca catalana del Pla de l'Estany. El Sr. Joan Abad, membre de l'Associació Arqueològica de Girona va localitzar en els turons de Mas Sureda nou ascles de diversos materials, un d'ells de sílex de suposada cronologia paleolítica. No s'ha pogut estudiar les restes trobades, es desconeix doncs si són d'origen antròpic o no.